# Liar Game (2014)
Liar Game (hangul: 라이어 게임; rr: Raieo Geim) é uma telenovela sul-coreana exibida pela tvN de 20 de outubro a 18 de novembro de 2014, estrelada por Kim So-eun, Lee Sang-yoon e Shin Sung-rok. Baseado no mangá japonês de mesmo título por Shinobu Kaitani.

## Enredo
Nam Da-jung é um estudante universitário inocente que passa por um teste de câmera escondida e convidados a participar do reality show Liar Game, um jogo psicológico sobrevivência, em que os participantes enganar um ao outro e aquele que, em última análise for bem-sucedido ganha o prêmio em dinheiro de ₩10 bilhões. Tentado com a chance de pagar suas dívidas, Da-jung entra no jogo e fica enganado out of the money inicial dado a ela. Em desespero, ela pede gênio ex-presidiário trapaceiro e ex-professor de psicologia Ha Woo-jin para ajudá-la a ganhar o jogo.

## Elenco
- Kim So-eun como Nam Da-jung
- Lee Sang-yoon como Ha Woo-jin
- Shin Sung-rok como Kang Do-young
- Choi Yoon-so como Gu Ja-young
- Kim Young-ae como a mãe de Ha Woo-jin
- Jo Jae-yoon como Jo Dal-gu
- Uhm Hyo-sup como o pai de Nam Da-jung
- Kim Min-kyung como Sung-ja
- Cha Soo-yeon como Lee Yoon-joo
- Choi Jin-ho como diretor Jang
- Kim Ik-tae como Hyun Jung-beom
- Lee El como Oh Jung-ah/Jamie
- Jang Seung-jo como Kim Bong-geun
- Lee Si-hoo como Choi Sung-joon
- Lee Kyu-bok como presidente Bae
- Lee Jun-hyeok como criminoso
- Lee Cheol-min como bulldog
- Lee Hae-yeong como advogado